# 莎拉·格羅內韋根
莎拉·安吉琳·格羅內韋根（英語：Sara Angeline Groenewegen，1995年4月12日—）是一名出生於加拿大不列顛哥倫比亞省的壘球選手，司職投手，目前效力於國家職業快速壘球聯盟加拿大狂野。她曾隨隊參加2020年夏季奧林匹克運動會壘球比賽，結果獲得銅牌。

## 外部連結
- 官方网站
- 莎拉·格羅內韋根的Facebook專頁
- 莎拉·格羅內韋根的X（前Twitter）
- 莎拉·格羅內韋根的Instagram帳戶